# Верхњебакански
Верхњебакански (рус. Верхнебаканский) насељено је место полуурбаног типа на југозападу европског дела Руске Федерације. Налази се у југозападном делу Краснодарске покрајине и административно припада њеном Новоросијском градском округу.
Према подацима националне статистичке службе РФ за 2010, насеље је имала 6.773 становника.

## Географија
Насеље Верхњебакански се налази у југозападном делу Краснодарске покрајине, на око 15 километара северозападно од центра града Новоросијска. Лежи у брежуљкастом подручју, на месту где се река Баканка улива у Адагум.
Централни део насеља лежи на надморској висини од око 250 метара.

## Историја
Савремено насеље је основано 1862. као козачка станица, а 1930. насеље је административно преорјентисано у варошицу која је у периоду 1939−1953. била административни центар Верхњебаканског рејона.
Године 2005. насељу је враћен статус руралне средине.

## Демографија
Према подацима са пописа становништва 2010. у селу је живело 6.773 становника.
| 1926. | 1970. | 1979. | 1989. | 2002. | 2010. |
| ----- | ----- | ----- | ----- | ----- | ----- |
| 3.208 | 6.275 | 6.144 | 5.512 | 6.660 | 6.773 |